# Église Saint-Louis de Saint-Louis (La Réunion)
Pour les articles homonymes, voir Église Saint-Louis.
L'église Saint-Louis de Saint-Louis est une église catholique de l'île de La Réunion, département d'outre-mer français dans le sud-ouest de l'océan Indien. Située rue de l'Église, anciennement Joseph-Bédier, dans le centre-ville de Saint-Louis, elle est inscrite en totalité à l'inventaire des Monuments historiques depuis le 13 décembre 1982,.